# Queso de Mahón-Menorca

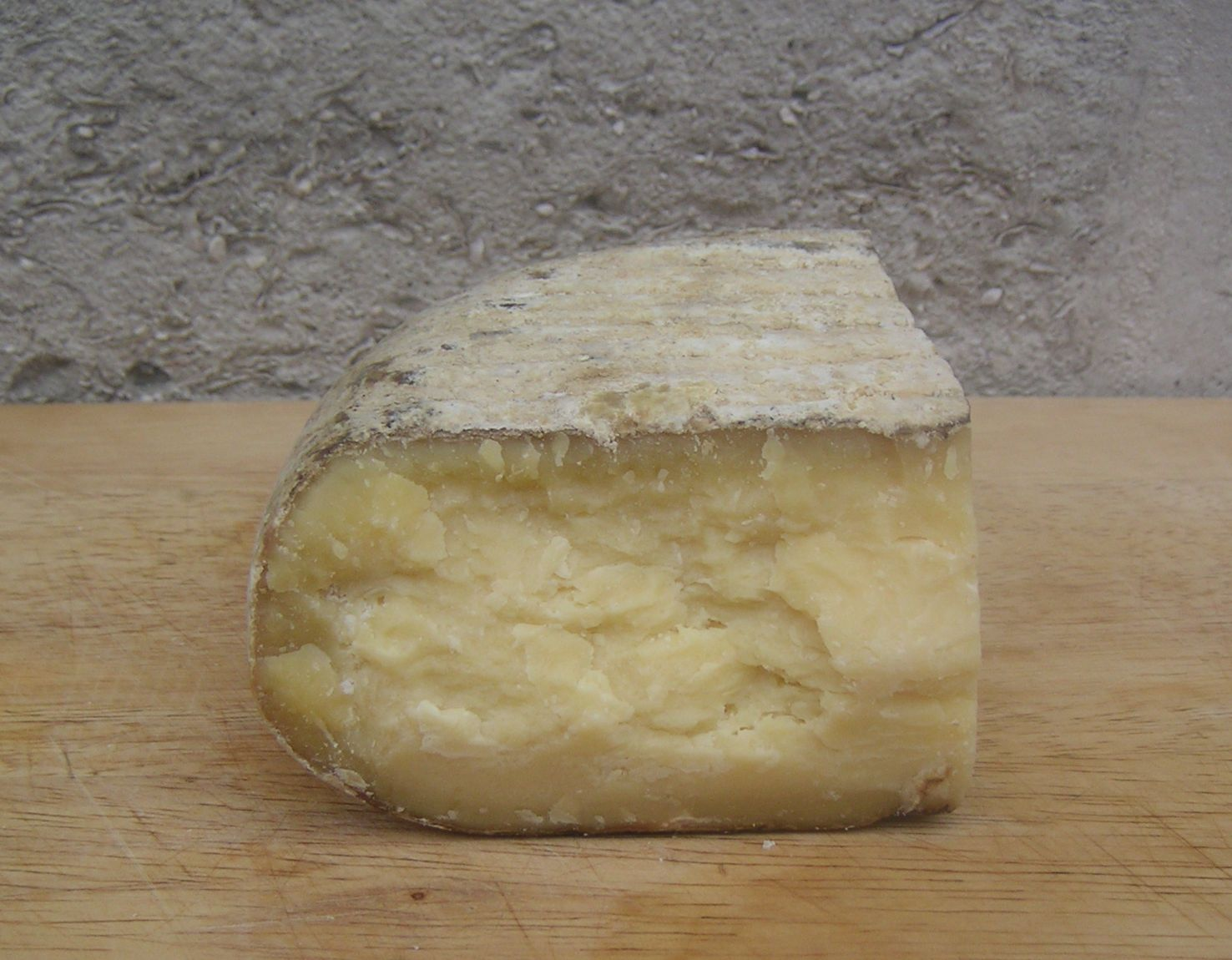
Queso curado de Mahón-Menorca.

El queso de Mahón, conocido también como queso Mahón-Menorca debido a su denominación de origen, es un queso hecho con leche de vaca. Se trata de un queso de pasta prensada no cocida, con forma paralelepipédica y con las aristas redondeadas. Cuenta con un Consejo Regulador de Denominación de Origen Protegida y se elabora exclusivamente en la isla de Menorca, en España, según la tradición y la normativa recogida en el reglamento de la DOP.
En el año 1985 se le otorgó, de forma definitiva, la denominación de origen queso Mahón y posteriormente, en el año 1998, se incorporó la palabra Menorca al queso amparado, el cual pasó a llamarse Mahón-Menorca.
El queso es y ha sido un producto emblemático de Menorca. Se elabora en la isla con leche de vaca cuajada a baja temperatura, es salado por inmersión y curado según las costumbres de la isla. Su elaboración responde a tradiciones ancestrales, siendo uno de los pilares en los cuales se sustenta parte de la historia y tradición ganadera y culinaria de Menorca.

## Historia
En la isla se han encontrado piezas de cerámica datadas sobre el año 3000 a. C. que parece que podrían haber sido usadas como utensilios por los ganaderos para la elaboración del queso. Los griegos y los cartagineses ya conocían, consumían y apreciaban los quesos elaborados en Menorca. 
Escritos árabes del año 1000 hacen ya referencia a las importantes producciones de quesos, vinos y carnes en Menorca. En concreto, el historiador árabe Ashashaskandi dice de Menorca: «tiene una buena ganadería y viñas que sirven para hacer buenos quesos y vinos». 
Los archivos de la corona de Aragón también reflejan la importancia de la ganadería menorquina y del queso Mahón en los siglos XV y XVI. Este comercio siguió creciendo de tal manera que en el siglo XVIII incluso había cuatro barcos dedicados exclusivamente al transporte de queso -producido en la isla de Menorca- desde el puerto de Mahón hasta Génova y otros lugares importantes del Mediterráneo occidental, lo cual dio lugar a que en los lugares de destino fuera conocido como «queso procedente del puerto de Mahón» y, más brevemente, «queso de Mahón», aunque se hubiera elaborado en Mercadal, Ciudadela, Alayor o cualquier otro lugar de la isla. 
Por todo ello, podemos afirmar acertadamente que el queso de Menorca ha sido reconocido desde tiempos muy antiguos, lo que ha dado lugar en la actualidad a una denominación de origen protegida muy consolidada y apreciada tanto a nivel de las Islas Baleares como en el resto de España e incluso en el mercado exterior[cita requerida].

## Elaboración
El proceso de elaboración del queso ha sido durante mucho tiempo invariable en todos los lugares menorquines, donde se han seguido prácticas muy antiguas. Se trata de un ancestral conjunto de técnicas que se ha transmitido de padres a hijos, y su aplicación define y origina el auténtico queso. Las vacas lecheras de Menorca son mayoritariamente de raza frisona y de singulares ganaderías de raza menorquina.
En general, la pasta tiene una textura firme, que sufre una continua evolución según el grado de maduración alcanzado. El color varía del blanco lácteo hasta el amarillo fuerte. Una característica general es la aparición de los llamados ojos, de tamaño variable aunque nunca superan el tamaño de un guisante. 
El queso semicurado es blando y con una notable elasticidad. El sabor es suave, ligeramente salado y ácido; aromas lácteos más evolucionados con cierta reminiscencia a mantequilla, a frutos secos tostados (avellanas), bien definidos y característicos. 
En cuanto al queso curado, su sabor y aromas son muy evolucionados, complejos e intensos, con larga persistencia bucal. Sugiere el recuerdo a leña envejecida, a cuero curtido y a cava de maduración. El sabor salado se intensifica y aparece un ligero picazón, perdiéndose el recuerdo de la leche.

## Tipos
Se distinguen dos tipos de queso según el tratamiento previo que ha sufrido la leche utilizada en la elaboración del queso protegido: 
- Queso Mahón-Menorca: elaborado con leche sometida a algún proceso y/o método de conservación en las queserías industriales autorizadas.
- Queso Mahón-Menorca artesano: elaborado con leche cruda en las queserías artesanas autorizadas.